# 伊藤良太 (バスケットボール)
伊藤 良太（いとう りょうた、1992年7月23日 - ）は、日本のプロバスケットボール選手。B.LEAGUEの愛媛オレンジバイキングス所属。

## 来歴

### プロ入りまで
神奈川県出身。
小学4年時（2002年）に長津田第二ミニバスケットボールクラブに加入。小学6年時（2004年）に長津田第二ミニバスの主将となり、県大会出場。
2005年4月に神奈川県大和市立つきみ野中学校でバスケットボール部に入部。初心者が多かったチームメイトや顧問の方針に葛藤した時、選抜で一緒になった一学年上の先輩に誘われ、中学二年（2006年5月）で大和市立渋谷中学校に転向する。
中学三年時（2007年）に都道府県対抗ジュニアバスケットボール大会の神奈川県代表に選ばれる。
総体神奈川県県央大会対今泉中学校戦で71得点を記録する。神奈川県大会ベスト16となる。
洛南高校バスケットボール部に入部（2008年）。同期に笹山貴哉（ファイティングイーグルス名古屋）、谷口光貴（ライジングゼファー福岡）、2級上に比江島慎（宇都宮ブレックス/日本代表）、谷口大智（島根スサノオマジック/日本代表）、1級上に小林遥太（仙台89ers）、2級下に伊藤達哉（名古屋ダイヤモンドドルフィンズ）、仁平拓海（岩手ビックブルズ）がいる。
洛南高校は、2006年から2008年までにウインターカップを3連覇するほどの全国屈指の強豪校であった。二年次からメンバー入りし、三年次には主力となりチームトップの得点を取ることもあった。
在籍時のチームの成績は、2008年IH3位、国体優勝、WC優勝。2009年IH準優勝、国体優勝、WCベスト16。2010年IH2回戦、国体準優勝、WC2回戦となる。
慶應義塾大学體育會バスケットボール部に入部（2011年）。同期に吉川治瑛（東京海上日動ビッグブルー）、3級下にトカチョフ・サワ（YouTuber/TRIANS.EXE）がいる。一年次からメンバー入りし、関東大学バスケットボールリーグ戦1部スティールランキング第5位となる。大学三年時には関東2部得点王とスティール王の二冠を達成し、チームの一部復帰に大きく貢献する。大学四年時には関東1部で3Pランキング第2位となる（同1位は千葉ジェッツの原修太）。主将として、チームを1部6位に導いた。大学4年間を通じてリーグ戦の全試合に出場する。2015年に慶應義塾大学體育會功労賞を受賞した。

### 東京海上日動ビッグブルー時代（2015-2017）
2015-16シーズン。
2015年に慶応義塾大学を卒業後、当時、Bリーグはまだ立ち上がっておらず、「プロに進むか、大企業に就職するか」の選択に迫られ、最終的には安定を選び、東京海上日動火災保険に就職する決断をした。
東京海上日動ビッグブルーに所属し、昼は保険営業、夜は練習参加、土日は試合という生活となった。
東京海上日動ビッグブルーは、当時のトップリーグであるNBLの下部リーグであるNBDLに所属していた。
伊藤は34試合に出場し、27試合先発、32.15分、12.65得点、2.71リバウンド、2.09会いっすと、1.94スティールとルーキーながらもチームを牽引した。
2016-17シーズン。
NBLとbjがBリーグに再編され、B3所属となった。
伊藤は32試合に出場、11試合先発、25.72分、10.44得点、2.84リバウンド、1.53アシスト、1.69スティールを記録した。
1.69スティールはリーグ2位となる。
選手としては十分な活躍をしていたが、日本一を目指していた学生時代の熱量のギャップに苦しみ、2017年に1度目の引退を決意した。

### 岐阜スゥープス時代（2018-2019）
2018-19シーズン。
東京海上日動火災保険の岐阜支店へ転勤となった。
ちょうどその頃、岐阜に新たにプロチームが立ち上がるタイミングと重なり、伊藤はチームに連絡を取り、トライアウトに参加し、合格した。
一年振りに岐阜スゥープスでB3リーグへ現役復帰した。
昼は会社員、夜に練習のアマチュア契約としての契約だったが、「思い切りバスケができる幸せ」を実感できる時間となった。
60試合出場、57試合先発、34.25分、13.58得点、3.67リバウンド、3.72アシスト、1.75スティール、3P40.7％を記録し、B3.LEAGUEのベスト5に選ばれた。
バスケットボールスピリッツのツイッター投票で「MYチームMVP」に選ばれた。
この頃、「子どもたちの機会格差」についての記事に出会い、「スポーツを通して社会に貢献すること」が人生のビジョンとなり、プロ転向を決意した。

### 岩手ビッグブルズ時代（2019-2022）
2019-20シーズン。
岐阜スゥープスでの活躍で、他チームからも声がかかることになった。
伊藤は東京海上日動を退職しプロ選手としての道を選び、岩手ビッグブルズに加入した。
初年度から主将（在籍3シーズン）を務める。
38試合出場、38試合先発、22.71分、6.92得点、2.00リバウンド、2.66アシスト、1.18スティール3P41.0％を記録した。
新型コロナウイルス感染拡大に伴う影響で、リーグは中止された。
2020-21シーズン。
2年目のシーズンでは、40試合出場、38試合先発、28.63分、6.23得点、2.93リバウンド、4.20アシスト、0.83スティール、3P42.1％を記録した。
2021-22シーズン。
3年目のシーズンは、49試合出場、28試合先発、19.16分、6.06得点、1,51リバウンド、1.96アシスト、1.16スティールを記録した。
2021-22シーズンを最後に2度目の引退。
株式会社ヘラルボニーの人事責任者に転身した。

### しながわシティバスケットボールクラブ時代（2023-2025）
2023-24シーズン。
しながわシティバスケットボールクラブで2度目の現役復帰
主将を務める。
2024年1月21日に行われた立川戦にてBリーグ記録の1試合最多10スティールを達成 。
2024年4月1日に行われた金沢戦にてキャリア通算3000得点を達成。
B3.LEAGUE 2023-2024 Season スティール王（2.21）の個人タイトルを獲得。
全52試合に先発出場し、3ポイント成功率で2位（39.59％）となった。また、総合評価を示すEFF（efficiency）においても15.08でB3日本人1位（全体41位）となった。2024年4月15日に2023-24シーズン年間ベスト5に選出された。
2024年5月25日に「B3チャリティオールスター2023-24」にTEAM EASTとしてが先発出場した。その際、解説の石橋貴俊氏からTEAM WESTで年間MVPの細谷将司選手と共にTEAM EASTの注目選手として取り上げられた。
2024-25シーズン。
継続（2年目、キャプテン）。
2024年10月25日の八王子戦にてキャリア通算1000アシストを達成した。
2024年11月4日の東京U戦にてキャリア通算3P400本成功を達成した。
2024年11月22日の埼玉戦にてキャリア通算500スティールを達成した。

### 愛媛オレンジバイキングス時代（2025-）
2シーズン品川に所属し、シーズン終了後の2025年5月13日にBリーグの自由交渉選手リストに入ることが発表された。その後、6月13日にB2西地区に所属する愛媛オレンジバイキングスへの新規加入が発表された。長年B3でキャリアを送ってきた伊藤にとっては初のB2クラブへの所属となる。

## 所属
- 東京海上日動ビッグブルー（2015 - 2017）
- 岐阜スゥープス（2018 - 2019）
- 岩手ビッグブルズ（2020 - 2022）
- しながわシティバスケットボールクラブ（2023 - 2025）
- 愛媛オレンジバイキングス（2025 - ）

## 受賞
- B3.LEAGUE 2018-2019 Season BEST5
- B3.LEAGUE 2023-2024 Season スティール王（2.21）
- B3.LEAGUE 2023-2024 Season BEST5

## 個人成績
| シーズン     | チーム       | GP | GS | MPG   | FG%   | 3P%   | FT%   | RPG  | APG  | SPG  | BPG  | TO   | PPG   |
| ------------ | ------------ | -- | -- | ----- | ----- | ----- | ----- | ---- | ---- | ---- | ---- | ---- | ----- |
| NBDL 2015-16 | 東京海上日動 | 34 | 27 | 32.15 | 37.4% | 32.3% | 65.0% | 2.71 | 2.09 | 1.94 | 0.03 | 1.65 | 12.65 |
| B3 2016-17   | 東京海上日動 | 32 | 11 | 25.72 | 36.1% | 30.8% | 76.7% | 2.84 | 1.53 | 1.69 | 0.13 | 1.53 | 10.44 |
| B3 2018-19   | 岐阜         | 60 | 57 | 34.25 | 42.5% | 40.7% | 79.5% | 3.67 | 3.72 | 1.75 | 0.07 | 1.32 | 13.58 |
| B3 2019-20   | 岩手         | 38 | 38 | 22.71 | 41.3% | 41.0% | 81.9% | 2.00 | 2.66 | 1.18 | 0.03 | 1.05 | 6.92  |
| B3 2020-21   | 岩手         | 40 | 38 | 28.63 | 42.3% | 42.1% | 75.6% | 2.93 | 4.20 | 0.83 | 0.03 | 0.75 | 6.23  |
| B3 2021-22   | 岩手         | 49 | 28 | 19.16 | 39.1% | 35.8% | 75.9% | 1.51 | 1.96 | 1.16 | 0.02 | 0.98 | 6.06  |
| B3 2023-24   | 品川         | 52 | 52 | 33.71 | 44.8% | 39.6% | 73.7% | 3.19 | 5.12 | 2.21 | 0.00 | 1.65 | 12.48 |
| B3 2024-25   | 品川         | 42 | 42 | 28.45 | 44.7% | 35.5% | 69.6% | 2.29 | 2.88 | 2.12 | 0.02 | 1.10 | 9.21  |